# Водяной бык
Водяной бык, также tarbh uisge (шотл. кельтский) — мифологическое шотландское существо. На острове Мэн имеет аналог, называемый tarroo ushtey. Обычно считается ночным обитателем заболоченных лохов, более дружелюбен, чем его лошадиный двойник водяная лошадь, обладая схожими способностями амфибии и оборотня.
Считается, что водяной бык способен спариваться с обычным скотом, давая потомство, которое можно отличить по малому размеру ушей. Согласно некоторым поверьям, телят от водяных быков и обычных коров следует убивать при рождении любым способом, кроме утопления — утопить их невозможно — чтобы не навлечь несчастье на все стадо. На северных территориях, наоборот, такие телята считаются превосходными.
Помимо tarbh uisge и tarroo ushtey, имеется разновидность crodh mara. Крод мара может увести стадо обычных коров в сид. В Уэльсе имеются коровы молочно-белого цвета gwartheg y llyn, принадлежащие Деве Озера.

## Этимология
Лексикограф Эдвард Двелли переводит tarbh uisge или -airbh uisge с гэльского шотландского как «водяной бык, морской бык или корова (вымышл.)». Кельтское обозначение быка вполне систематически передается в шотландском гэльском как tarbh; tarroo — это вариант на мэнском языке, а tarw — на валлийском. Uisge — это слово на шотландском гэльском, означающее воду, реку или поток.

## Народные верования

### Описание и общие свойства
Вера в существование водяных быков сохранялась в Шотландии по крайней мере до последней четверти XIX в. Как и для многих других мифических созданий, описания не точны. Водяной бык способен принимать обличье человека и жить на земле или в воде. Он может быть чудовищным злым чёрным животным, особенно, когда его описывают как tarbh uisge, но не таким мерзким, как ичь-ушкья, или водяная лошадь. Он также может быть дружелюбным  и иногда помогать. Он отличается от tarroo ushtey с острова Мэн, который, скорее, обитает в маршах.
Как и в случае с келпи и водяными лошадями, большая часть рассказов о нём связана с самцами. Иногда упоминается водяная корова, например, в хайлэндской истории, происходящей в Борроудэйле на острове Скай, где водяная корова жила в маленьком озере. Собачьи туши, оставленные для поимки зверя, остались нетронутыми. О попытке осушить Лох-на-Бейсте, чтобы убить обитающую там корову, рассказывает и Вальтер Скотт.
Если мэнский водяной бык спаривается с коровой, это обычно приводит к смерти коровы, после того, как она родит мертвый и «бесформенный комок плоти и кожи без костей», а спаривания с его шотландским аналогом дает нормальных телят, отличающихся только размером ушей. У самих быков ушей нет, и поэтому у телят имеются только полу-уши, описываемые фольклористом и священником с острове Тири Джоном Грегорсоном Кэмпбеллом как «уши-ножи». Водяные коровы из Левербуха дают потомство с изуродованными темно-красными или пурпурными ушами.
Фолькорист Джон Фрэнсис Кэмпбелл упоминает историю, рассказанную на Айлей, одном из Внутренних Гебридов, которая показывает пользу обладания водяным быком. Сразу после того, как одна обычная корова родила теленка, одна старуха, оказавшаяся, как выяснилось, колдуньей, посоветовала владельцу стада держать его отдельно от остального скота, скорее всего, после того, как она заметила его деформированные уши и заподозрила, что это водяной бык. Она сказала владельцу кормить его молоком от трех разных коров и не выпускать его из хлева не меньше семи лет. Через несколько лет одна молодая женщина пасла стадо у ближайшего лоха, и к ней подошёл красивый мужчина. Он завязал с ней разговор, и вскоре они уже сидели на траве, и он положил голову ей на колени. Однако когда он заснул, она обнаружила вплетенные в его волосы водоросли, признак того, что это водяная лошадь. Она побежала на ферму. Её ухажер проснулся, принял свою истинную лошадиную форму и бросился за ней. Когда она подбежала к ферме, колдунья крикнула владельцу стада, чтобы он освободил бычка из хлева. Водяной бык стал драться с водяной лошадью, пока они не свалились в море. Водяная лошадь так и не вернулась, а останки быка нашли на следующий день.

### Поимка и убийство
Рассказы о поимке и убийстве животного редки, поскольку обычно оно не рассматривалось как угроза. В 1819 известный геолог Джон Маккалох описал, как обитатели района озёр Лох-О и Лох-Раннох пытались поймать водяного быка, привязав к дубу в качестве приманки овцу, однако веревки оказались слишком слабыми. В другой истории описывается, как один фермер с двумя сыновьями охотится на водяного быка. Его мушкет был заряжен серебряными шестипенсовыми монетами, поскольку этого зверя можно убить только серебром.
По словам исследователя кельтской мифологии Джеймса Маккиллопа, из-за того, что потомство водяных быков и обычных коров может принести стаду несчастье, их полагалось при рождении убивать; утопить их невозможно, поэтому приходилось пользоваться другими методами. В рассказах, опубликованных в 1937 г. священником Джорджем Сазерлендом, напротив, такой гибрид превосходит по своим качествам обычный скот крайнего севера Шотландии.

## Происхождение
Бык играл сакральную роль во многих кельтских культах. Это животное было для кельтов символом плодородия и изобилия; одно из племен, таврины, даже взяли его имя. Отчего он стал ассоциироваться с водоемами, неизвестно, но историк и специалист по символам Чарльз Милтон Смит предположил, что эти мифологические существа могли произойти от струй воды, образующихся у поверхности шотландских лохов и производящих впечатление чего-то живого, двигающегося через воду.